# Hoàng Văn Hùng (nhà hoạt động nhân quyền)

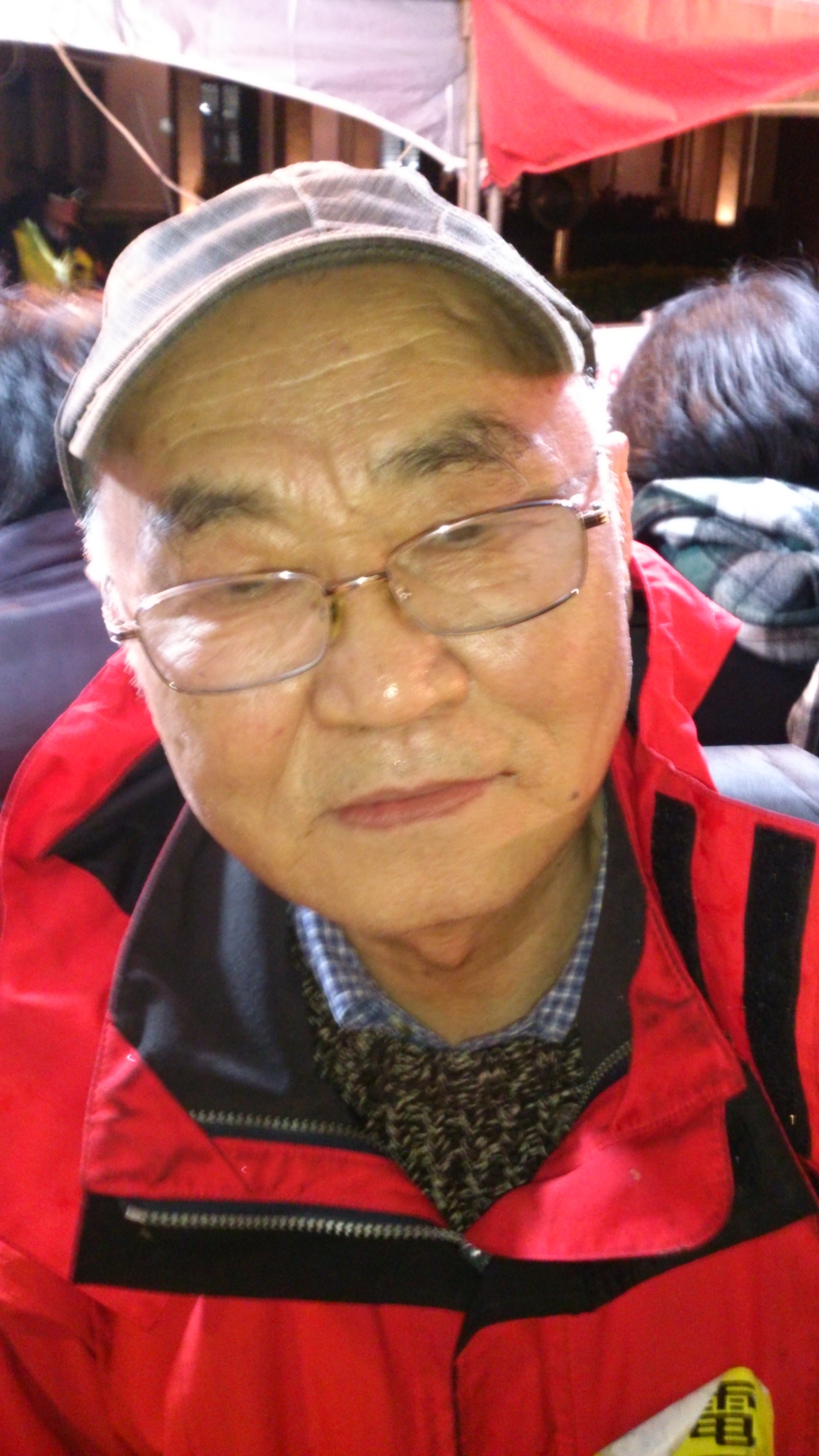
Hoàng Văn Hùng ở Đại lộ Ketagalan, năm 2014

Hoàng Văn Hùng (chữ Hán: 黃文雄, tiếng Anh: Peter Huang; sinh ngày 2 tháng 10 năm 1937) là một nhà hoạt động độc lập Đài Loan và nhà hoạt động nhân quyền.
Hoàng có chuyên môn ngành báo chí tại Đại học quốc lập Chính trị ở Đài Bắc và sau đó phục vụ trong quân đội trong hai năm. Năm 1964, ông đăng ký vào chương trình sau đại học về Xã hội học tại Đại học Pittsburgh và nghiên cứu ở đó trước khi chuyển sang học tiến sĩ tại Đại học Cornell vào năm 1966.
Việc ông ám sát Tưởng Kinh Quốc lúc đó là Phó thủ tướng Trung Hoa Dân quốc (là con trai Tưởng Giới Thạch) ở Hoa Kỳ vào năm 1970 đã không thành công. Hoàng tiếp cận Tưởng Kinh Quốc với khẩu súng tại khách sạn Plaza, nhưng một đặc vụ của Cục An ninh Ngoại giao đã đẩy anh ra khỏi đường, khiến viên đạn bắn vào các cánh cửa xoay của khách sạn.Liên minh Kiến quốc Độc lập Đài Loan sau đó đã đưa ra tuyên bố từ chối dính líu vụ ám sát này. Ông đã nhận tội trong một phiên tòa năm 1971 với cáo buộc tội giết người và sở hữu vũ khí bất hợp pháp, nhưng được bảo lãnh trước khi kết án, và trốn khỏi Hoa Kỳ. Trịnh Tự Tài cũng nhảy vào bảo lãnh vào năm 1971 sau khi bị kết án, chạy trốn sang Thụy Điển để xin tị nạn, nhưng đã bị dẫn độ về Mỹ năm 1972, bị kết án năm 1973 đến năm năm tù giam và sau đó bị giam thêm ở Đài Loan vì nhập cảnh bất hợp pháp.
Hành động của Hoàng được coi là một sự kích thích cho cải cách chính trị ở Đài Loan, thúc đẩy vai trò của người Đài Loan trên trường chính trị. Ông ẩn dật trong 25 năm, quay trở lại Đài Loan vào năm 1996, sau khi Đài Loan thời hiệu bị hạn chế đã bị truy tố về tội ám sát vì là một trong những người cuối cùng không được phép trở về Đài Loan vì lý do chính trị. Hoàng đã bị truy tố và bị giam bốn tháng vì vi phạm Luật An ninh Quốc gia năm 1987 vì đã nhập cảnh bất hợp pháp, vì anh ta không có thị thực nhập cảnh khi quay trở lại Đài Loan vào năm 1996.
Năm 1998, Hoàng trở thành giám đốc của Hiệp hội Nhân quyền Đài Loan. Năm 2000, ông được bổ nhiệm làm Cố vấn Chính sách Quốc gia cho Tổng thống về vấn đề nhân quyền. Ông cũng là một người ủng hộ tích cực cho Đảng Xanh Đài Loan kể từ khi thành lập. Hoàng đã lãnh đạo Ân xá Quốc tế Đài Loan từ năm 2009 đến 2013. Năm 2012, ông được Đại học quốc lập Chính trị trao giải thưởng xuất sắc cho cựu học sinh vì cam kết suốt đời của ông về dân chủ, tự do và các phong trào xã hội.